# Campeonato de Fórmula Regional Europeia de 2022
O Campeonato de Fórmula Regional Europeia de 2022 da Alpine foi uma competição de monopostos com vários eventos realizados em toda a Europa. O campeonato, também chamado de FRECA, contou com pilotos profissionais e amadores competindo em carros de Fórmula Regional que estavam em conformidade com os regulamentos da FIA. Esta foi a quarta temporada do campeonato e a segunda após a fusão com a Eurocopa de Fórmula Renault. A temporada começou em 22 de abril no Autódromo Nacional de Monza e terminou em 23 de outubro no Circuito de Mugello, após dez etapas.
A equipe italiana Prema Racing foi tricampeã consecutiva de construtores em Barcelona, com duas corridas de antecedência. Seu piloto Dino Beganovic venceu o campeonato de pilotos, com uma corrida de antecedência. Leonardo Fornaroli, pilotando pela Trident, conquistou o título de melhor estreante.

## Equipes e pilotos
Doze equipes foram pré-selecionadas em 12 de novembro de 2021. A vaga e os ativos da JD Motorsport foram assumidos pela Trident. Em 23 de fevereiro de 2022, foi anunciado que a nova equipe Race Performance Motorsport assumiria o lugar da DR Formula.
| Equipes               | Nº. | Piloto              | Status | Rodadas      |
| --------------------- | --- | ------------------- | ------ | ------------ |
| Prema Racing          | 3   | Paul Aron           |        | Todas        |
| Prema Racing          | 18  | Dino Beganovic      |        | Todas        |
| Prema Racing          | 58  | Sebastián Montoya   | E      | Todas        |
| Prema Racing          | 88  | Hamda Al Qubaisi    | M      | 1–8          |
| Prema Racing          | 88  | Amna Al Qubaisi     | C M    | 9–10         |
| Trident               | 4   | Roman Bilinski      | E      | Todas        |
| Trident               | 70  | Tim Tramnitz        | E      | Todas        |
| Trident               | 72  | Leonardo Fornaroli  | E      | Todas        |
| Monolite Racing       | 5   | Macéo Capietto      | E      | Todas        |
| Monolite Racing       | 6   | Pietro Armanni      | E      | Todas        |
| Monolite Racing       | 24  | Cenyu Han           | E      | 1–5          |
| Monolite Racing       | 24  | Nicola Marinangeli  |        | 7–10         |
| G4 Racing             | 7   | Axel Gnos           |        | 1–7, 9–10    |
| G4 Racing             | 7   | Gillian Henrion     | C      | 8            |
| G4 Racing             | 8   | Matías Zagazeta     | E      | Todas        |
| G4 Racing             | 22  | Tereza Bábíčková    | C M    | 8            |
| G4 Racing             | 92  | Owen Tangavelou     | E      | 1–5          |
| FA Racing by MP       | 9   | Esteban Masson      | E      | 1–6          |
| FA Racing by MP       | 9   | Francesco Braschi   | E      | 7–10         |
| FA Racing by MP       | 12  | Victor Bernier      | E      | Todas        |
| FA Racing by MP       | 35  | Nicolás Baptiste    | E      | Todas        |
| Arden Motorsport      | 10  | Joshua Dürksen      | E      | Todas        |
| Arden Motorsport      | 19  | Noel León           | E      | Todas        |
| Arden Motorsport      | 91  | Eduardo Barrichello |        | Todas        |
| Van Amersfoort Racing | 11  | Levente Révész      |        | Todas        |
| Van Amersfoort Racing | 13  | Joshua Dufek        | E      | Todas        |
| Van Amersfoort Racing | 27  | Kas Haverkort       |        | Todas        |
| R-ace GP              | 15  | Léna Bühler         | M      | 1–3          |
| R-ace GP              | 16  | Lorenzo Fluxá       |        | Todas        |
| R-ace GP              | 26  | Hadrien David       |        | Todas        |
| R-ace GP              | 85  | Gabriel Bortoleto   |        | Todas        |
| MP Motorsport         | 17  | Sami Meguetounif    | E      | Todas        |
| MP Motorsport         | 30  | Michael Belov       |        | 1–5          |
| MP Motorsport         | 30  | Mari Boya           |        | 7–10         |
| MP Motorsport         | 77  | Dilano van 't Hoff  |        | 1–3, 5, 7–10 |
| MP Motorsport         | 77  | Francesco Braschi   | E      | 6            |
| KIC Motorsport        | 21  | Piotr Wiśnicki      | E      | 1, 3–10      |
| KIC Motorsport        | 21  | Patrik Pasma        |        | 2            |
| KIC Motorsport        | 28  | Francesco Braschi   | E      | 1–5          |
| KIC Motorsport        | 28  | Sebastian Øgaard    | C      | 8–10         |
| KIC Motorsport        | 68  | Santiago Ramos      | E      | 1–9          |
| KIC Motorsport        | 68  | William Alatalo     | C      | 10           |
| ART Grand Prix        | 42  | Laurens van Hoepen  | E      | Todas        |
| ART Grand Prix        | 46  | Gabriele Minì       |        | Todas        |
| ART Grand Prix        | 64  | Mari Boya           |        | 1–6          |
| ART Grand Prix        | 64  | Esteban Masson      | E      | 7–10         |
| RPM                   | 55  | Pietro Delli Guanti |        | 1–7          |
| RPM                   | 55  | Pierre-Louis Chovet | C      | 8–10         |
| RPM                   | 65  | Keith Donegan       |        | 1–5          |
| RPM                   | 65  | Owen Tangavelou     | E      | 6–10         |
| RPM                   | 75  | Andrea Rosso        |        | 6            |
| RPM                   | 75  | Santiago Ramos      | E      | 10           |

| Ícone | Status    |
| ----- | --------- |
| E     | Estreante |
| M     | Mulher    |
| C     | Convidado |

- Belén García estava programada para competir pela G4 Racing em regime de meio período, mas desistiu antes do início da temporada.[50][51]
- Kirill Smal estava programado para competir pela KIC Motorsport, mas desistiu antes do início da temporada como resultado da invasão russa da Ucrânia.[52]

## Calendário
O calendário foi divulgado em 25 de outubro de 2021.
| Rodada | Rodada | Circuito                                   | Data           | Apoio                                   |
| ------ | ------ | ------------------------------------------ | -------------- | --------------------------------------- |
| 1      | R1     | Autódromo Nacional de Monza, Monza         | 23 de maio     | Campeonato Italiano de GT               |
| 1      | R2     | Autódromo Nacional de Monza, Monza         | 24 de maio     | Campeonato Italiano de GT               |
| 2      | R1     | Autódromo Enzo e Dino Ferrari, Imola       | 7 de maio      | Evento único                            |
| 2      | R2     | Autódromo Enzo e Dino Ferrari, Imola       | 8 de maio      | Evento único                            |
| 3      | R1     | Circuito de Mônaco, Monte Carlo            | 28 de maio     | Grande Prêmio de Mônaco de F1           |
| 3      | R2     | Circuito de Mônaco, Monte Carlo            | 29 de maio     | Grande Prêmio de Mônaco de F1           |
| 4      | R1     | Circuito Paul Ricard, Le Castellet         | 4 de junho     | GT World Challenge Europe Endurance Cup |
| 4      | R2     | Circuito Paul Ricard, Le Castellet         | 5 de junho     | GT World Challenge Europe Endurance Cup |
| 5      | R1     | Circuito de Zandvoort, Zandvoort           | 18 de junho    | GT World Challenge Europe Sprint Cup    |
| 5      | R2     | Circuito de Zandvoort, Zandvoort           | 19 de junho    | GT World Challenge Europe Sprint Cup    |
| 6      | R1     | Hungaroring, Mogyoród                      | 9 de julho     | International GT Open                   |
| 6      | R2     | Hungaroring, Mogyoród                      | 10 de julho    | International GT Open                   |
| 7      | R1     | Circuito de Spa-Francorchamps, Stavelot    | 29 de julho    | 24 Horas de Spa                         |
| 7      | R2     | Circuito de Spa-Francorchamps, Stavelot    | 30 de julho    | 24 Horas de Spa                         |
| 8      | R1     | Red Bull Ring, Spielberg                   | 10 de setembro | International GT Open                   |
| 8      | R2     | Red Bull Ring, Spielberg                   | 11 de setembro | International GT Open                   |
| 9      | R1     | Circuito de Barcelona-Catalunha, Montmeló  | 15 de outubro  | International GT Open                   |
| 9      | R2     | Circuito de Barcelona-Catalunha, Montmeló  | 16 de outubro  | International GT Open                   |
| 10     | R1     | Circuito de Mugello, Scarperia e San Piero | 22 de outubro  | Campeonato Italiano de GT               |
| 10     | R2     | Circuito de Mugello, Scarperia e San Piero | 23 de outubro  | Campeonato Italiano de GT               |

## Resultados
| Rodada | Rodada | Circuito          | Pole position     | Volta mais rápida | Piloto vencedor   | Equipe vencedora      | Estreante vencedor |
| ------ | ------ | ----------------- | ----------------- | ----------------- | ----------------- | --------------------- | ------------------ |
| 1      | R1     | Monza             | Dino Beganovic    | Dino Beganovic    | Dino Beganovic    | Prema Racing          | Sebastián Montoya  |
| 1      | R2     | Monza             | Paul Aron         | Paul Aron         | Paul Aron         | Prema Racing          | Sebastián Montoya  |
| 2      | R1     | Imola             | Gabriele Minì     | Gabriele Minì     | Dino Beganovic    | Prema Racing          | Sebastián Montoya  |
| 2      | R2     | Imola             | Gabriele Minì     | Dino Beganovic    | Gabriele Minì     | ART Grand Prix        | Tim Tramnitz       |
| 3      | R1     | Monaco            | Hadrien David     | Mari Boya         | Hadrien David     | R-ace GP              | Laurens van Hoepen |
| 3      | R2     | Monaco            | Dino Beganovic    | Mari Boya         | Dino Beganovic    | Prema Racing          | Laurens van Hoepen |
| 4      | R1     | Paul Ricard       | Dino Beganovic    | Paul Aron         | Paul Aron         | Prema Racing          | Tim Tramnitz       |
| 4      | R2     | Paul Ricard       | Gabriele Minì     | Hadrien David     | Gabriele Minì     | ART Grand Prix        | Roman Bilinski     |
| 5      | R1     | Zandvoort         | Paul Aron         | Hadrien David     | Paul Aron         | Prema Racing          | Sebastián Montoya  |
| 5      | R2     | Zandvoort         | Paul Aron         | Paul Aron         | Paul Aron         | Prema Racing          | Sebastián Montoya  |
| 6      | R1     | Hungaroring       | Kas Haverkort     | Kas Haverkort     | Kas Haverkort     | Van Amersfoort Racing | Roman Bilinski     |
| 6      | R2     | Hungaroring       | Hadrien David     | Gabriele Minì     | Hadrien David     | R-ace GP              | Tim Tramnitz       |
| 7      | R1     | Spa-Francorchamps | Dino Beganovic    | Paul Aron         | Dino Beganovic    | Prema Racing          | Sami Meguetounif   |
| 7      | R2     | Spa-Francorchamps | Paul Aron         | Hadrien David     | Gabriel Bortoleto | R-ace GP              | Tim Tramnitz       |
| 8      | R1     | Red Bull Ring     | Paul Aron         | Kas Haverkort     | Kas Haverkort     | Van Amersfoort Racing | Joshua Dufek       |
| 8      | R2     | Red Bull Ring     | Hadrien David     | Gabriele Minì     | Hadrien David     | R-ace GP              | Joshua Dufek       |
| 9      | R1     | Barcelona         | Paul Aron         | Gabriel Bortoleto | Paul Aron         | Prema Racing          | Joshua Dufek       |
| 9      | R2     | Barcelona         | Gabriel Bortoleto | Hadrien David     | Gabriel Bortoleto | R-ace GP              | Joshua Dürksen     |
| 10     | R1     | Mugello           | Paul Aron         | Gabriele Minì     | Paul Aron         | Prema Racing          | Victor Bernier     |
| 10     | R2     | Mugello           | Gabriel Bortoleto | Gabriele Minì     | Gabriele Minì     | ART Grand Prix        | Owen Tangavelou    |

## Resumo da temporada

### Primeira metade
A quarta temporada do campeonato começou no final de abril em Monza, com Dino Beganovic superando a chuva para conquistar a pole da prova de abertura. O sueco se manteve na ponta após a largada, enquanto Lorenzo Fluxá, ao seu lado, ficou atrás de Gabriele Minì e Michael Belov, antes de ultrapassar novamente o russo. Uma colisão na curva 1 resultou no primeiro safety car. Na relargada, Belov recuperou sua posição de Fluxá enquanto Minì colidiu com Beganovic, destruindo sua asa dianteira e com ela suas chances de terminar em pontos. O Top-3 seguiu inalterado pelo resto da corrida, mesmo com mais duas aparições do carro de segurança. Paul Aron conquistou a pole para a segunda corrida, que liderou desde o início, enquanto o segundo colocado Minì foi ultrapassado por Beganovic na largada. O sueco se manteve próximo de Aron, mas não conseguiu desafiar o líder. Ainda assim, seu segundo lugar, somado à vitória no dia anterior, significou que ele assumiu a liderança do campeonato, à frente de Belov por 15 pontos. Dentre os novatos, o líder era Sebastián Montoya.
A segunda rodada também foi na Itália, com o circuito de Imola vindo em seguida, onde Minì conquistou a pole para a primeira corrida. Ele manteve a liderança durante toda a corrida interrompida: primeiro, por Sami Meguetounif, que sofreu um acidente grave e teve que ser levado ao hospital. Na relargada, Beganovic superou Mari Boya pelo segundo lugar, enquanto o líder Minì recebeu uma penalidade de dez segundos por uma largada falsa. Mais dois safety cars e outra bandeira vermelha, desta vez para Axel Gnos, anteciparam o final da prova, promovendo Beganovic à vitória e Aron ao pódio. Minì se recuperou no dia seguinte ao conquistar outra pole position, e uma largada com safety car devido às condições úmidas o ajudou a se manter à frente de Tim Tramnitz durante a largada, antes do alemão ser ultrapassado por Beganovic e depois por Kas Haverkort. Uma tempestade repentina causou um acidente entre três carros e uma bandeira vermelha, e Minì controlou a relargada para conquistar a vitória, com Beganovic em segundo e Gabriel Bortoleto tomando o terceiro lugar de Haverkort por conta de uma falta técnica destinada ao neerlandês. Com esses resultados, a vantagem de Beganovic sobre Aron no campeonato de pilotos subiu para 38 pontos.
A terceira rodada deu suporte ao prestigiado Grande Prêmio de Mônaco de Fórmula 1, e uma sessão de qualificação foi realizada, onde Hadrien David e Beganovic conquistaram a pole para as duas corridas. David se segurou na ponta durante a corrida 1, que contou com poucas mudanças na ordem antes da bandeira vermelha ser acionada por conta do carro de Esteban Masson bloquear a pista no Fairmont Hairpin. Após o reinício da prova, as ultrapassagens continuaram a não acontecer, forçando Beganovic a seguir David até a chegada para garantir sua quinta aparição consecutiva entre os dois primeiros. A última vaga do pódio foi para Haverkort, que segurou Minì durante toda a prova. Na segunda corrida, a dupla principal se inverteu, com Beganovic liderando David, antes de dois acidentes distintos de Roman Bilinski e Macéo Capietto provocarem a entrada do carro de segurança. Houve algumas pequenas brigas com leves contatos mais adiante no campo, mas quase nenhuma ultrapassagem foi feita, e o trio da frente, Beganovic, David e Minì, manteve a posição até o final. O grande fim de semana de David o viu ficar em segundo na classificação, mas a liderança de Beganovic agora era de 55 pontos sobre o resto do pelotão.
Uma semana depois, Paul Ricard sediou a próxima etapa, e Beganovic começou a primeira corrida na pole. Ele manteve Bortoleto atrás na largada, antes de Joshua Dufek bater e causar um safety car. Na relargada, o terceiro colocado Aron conseguiu passar Bortoleto. Os dois carros da Prema lideraram rumo à vitória, embora Aron tenha conseguido ultrapassar seu companheiro de equipe. Na última volta, Bortoleto, em terceiro, teve que ceder o pódio para Belov. Na segunda corrida, Minì conquistou a pole, à frente de Beganovic, em mais uma dobradinha da Prema. Na largada, o italiano se manteve na ponta, enquanto Beganovic chegou a ser ameaçado por Bortoleto, mas manteve seu segundo lugar. O grupo líder ficou muito próximo durante a prova, até que outro safety car neutralizou a corrida, deixando uma pequena distância até a chegada. Beganovic pressionou o líder, mas não conseguiu fazer nenhum movimento, então ficou em segundo, atrás de Minì e à frente de Haverkort. No entanto, sua sequência de oito resultados entre os dois primeiros chegou a ser encerrada por conta de uma irregularidade encontrada em seu carro, que o excluiu momentaneamente da segunda corrida e deu a Aron um pódio, mas a equipe de Beganovic recorreu da decisão. Depois que a Prema venceu seu recurso perante o Tribunal de Apelações da Federação Italiana em outubro, o Promotor do Campeonato fez um novo recurso contra a decisão do Tribunal Italiano, que foi finalmente negado pelo Tribunal Internacional de Apelações da FIA, e assim, Beganovic foi reintegrado ao segundo lugar.
A primeira metade da temporada terminou em Zandvoort com Aron fazendo a pole. Ele segurou David no início e manteve uma vantagem consistente sobre o francês. Keith Donegan teve um incidente na curva 2 que resultou em um safety car tardio, e David chegou a se aproximar de Aron nas voltas finais, mas não conseguiu tomar a liderança durante a relargada. Atrás da dupla, Haverkort segurou Minì para chegar em terceiro, mas depois, o neerlandês foi promovido ao segundo posto após David perder seu pódio pelo uso indevido do sistema push-to-pass. Na qualificação para a segunda corrida, Aron novamente saiu na frente e manteve a liderança sobre Beganovic, enquanto Minì saltou do quinto para o terceiro lugar antes de uma bandeira vermelha ser acionada quando o carro de Pietro Delli Guanti voou sobre a barreira em Hugenholtzbocht. Depois, Minì passou Beganovic para assumir o segundo lugar, mas não conseguiu alcançar Aron. O fim de semana se mostrou perfeito para o estoniano, pois suas duas vitórias lhe renderam o segundo lugar na classificação e reduziram a distância de Beganovic para 36 pontos.

### Segunda metade
A FRECA viajou para Hungaroring, com Haverkort fazendo sua primeira pole position para a corrida 1. O neerlandês controlou a largada, enquanto o segundo colocado Aron foi ultrapassado por Minì, antes de ser empurrado por Dufek e cair na classificação. O suíço foi então ultrapassado por Roman Bilinski e Leonardo Fornaroli. Essa ordem então se estabilizou e permaneceu a mesma até o final, garantindo a Haverkort sua primeira vitória na categoria europeia. A segunda corrida começou com David na pole ao lado de Minì, mas Bortoleto ultrapassou o italiano na curva 1, e depois tentou passar David para assumir a liderança. Essa ordem permaneceu até Joshua Dürksen bater, fazendo com que o carro de segurança intervisse e preparasse o grid para uma relargada. Minì aproveitou para tomar a vice-liderança antes que o safety car fosse chamado novamente e a corrida terminasse atrás dele, com a vitória indo para David e Minì e Bortoleto fechando o pódio. Já Beganovic teve um raro dia ruim, classificando-se em décimo segundo, depois teve uma corrida problemática e terminou em 16º. Isso, juntamente com dois segundos lugares de Minì, ajudaram o italiano a reduzir a vantagem de Beganovic na liderança para apenas nove pontos.
Spa-Francorchamps sediou a sexta etapa do campeonato, e Beganovic se recompôs, fazendo a pole para a primeira corrida. Minì, segundo colocado, o pressionou na largada, mas o sueco não cedeu e não sofreu mais pressão dali em diante. Pouco antes do final, Minì teve um furo que encerrou sua corrida. Ele teria perdido o segundo lugar se não fosse pela bandeira vermelha anunciada duas voltas depois, com os resultados declarados da volta 12 mantendo o italiano no pódio. Em terceiro ficou Meguetounif, lutando com Aron durante toda a prova. Mas após a corrida, Minì foi desclassificado por problemas técnicos, promovendo Eduardo Barrichello ao seu primeiro pódio. Na segunda corrida, Aron conquistou a pole, antes de ser ultrapassado por David, Bortoleto e Beganovic. David foi o primeiro a cruzar a linha, mas os comissários julgaram que sua ultrapassagem pela liderança foi feita sob bandeiras amarelas, aplicando-lhe uma penalidade e, assim, dando a vitória a Bortoleto, a primeira do brasileiro na FRECA. O terceiro lugar de Beganovic nessa corrida, assim como sua vitória na corrida 1, o ajudaram a esticar sua vantagem sobre Minì para 23 pontos. Já o campeonato de estreantes tinha um novo líder, Fornaroli.
Após as férias de verão, a categoria fez seu retorno em Spielberg, e Aron garantiu a pole na primeira corrida. Chuva forte interrompeu a largada da corrida e causou uma paralisação. Na relargada, muitos pilotos, incluindo os da frente, logo pararam para trocar os pneus secos. Isso deixou Barrichello na liderança, antes de ser ultrapassado pelo retornado Pierre-Louis Chovet, enquanto Haverkort subiu da 12ª posição no grid para a segunda. Aron e Montoya colidiram após o pit stop, provocando a entrada do carro de segurança. Embora os pneus lisos fossem inicialmente mais rápidos que os pneus de chuva, o retorno da chuva fez com que a vantagem dos pneus secos desaparecesse. Na relargada, Haverkort e Dufek passaram por Chovet para terminar, respectivamente, em primeiro e segundo. A segunda corrida também contou com três interrupções do safety car. O pole David conseguiu manter seus concorrentes para trás, liderando de ponta a ponta e deixando Beganovic e Dufek brigando entre si, com a dupla terminando na mesma ordem. Dois pódios para Beganovic e nenhum para Minì favoreceram o sueco, com sua diferença de pontos subindo para 53.
A penúltima rodada se deu em Barcelona, e Aron mais uma vez ficou na pole para a primeira corrida. Ele segurou Dilano van 't Hoff no início, que teve que se defender de Barrichello e David. Ao longo da corrida, David conseguiu ultrapassar os dois e começou a se aproximar de Aron, mas o estoniano conseguiu se segurar na frente, garantir a vitória e se manter na briga pelo título. Na qualificação para a segunda corrida, Bortoleto conquistou sua primeira pole position. David largou em terceiro e rapidamente ultrapassou Chovet, mas não conseguiu tomar a liderança de Gabriel, que ainda foi auxiliado pelo safety car. Na relargada, Bortoleto inicialmente abriu vantagem sobre David, mas ele voltou a se aproximar, com a dupla da R-ace GP brigando por algumas voltas até que outro safety car foi chamado no final da corrida e a corrida terminou sob bandeira amarela, com Bortoleto conquistando mais um triunfo na FRECA. Já Beganovic teve um fim de semana medíocre, com apenas uma pontuação, então sua diferença para Minì caiu para 38 pontos, adiando a decisão para Mugello.
A rodada final em Mugello começou com Aron na pole para a primeira corrida e Beganovic precisando chegar no quarto lugar para garantir o título. Aron fez uma corrida impecável do início ao fim para conseguir o máximo de pontos, mas não conseguiu tirar o título de Beganovic. O sueco começou em terceiro e pilotou pensando no campeonato, sem atacar Victor Bernier, o segundo, de forma muito agressiva. Dufek o ultrapassou em uma relargada tardia do safety car, mas isso deixava Beganovic em quarto, a posição necessária para que ele garantisse antecipadamente seu primeiro título de monoposto. Bortoleto estava na pole para a última corrida da temporada. Minì largou em terceiro e como Aron não pontuou, precisava da vitória para garantir o vice-campeonato. Ele despachou Dufek logo na largada e assumiu a liderança após o primeiro terço da corrida, se limitando a controlar a vantagem, enquanto Aron largou em 16º e chegou sem pontos, perdendo o vice para Minì por apenas um ponto. Dufek, em quarto, estava próximo de ser campeão dentre os estreantes, até que cometeu um erro na relargada e despencou para sétimo, dando esse título para o oitavo colocado, Fornaroli.
O campeão Dino Beganovic se mostrou o mais consistente, deixando de marcar pontos apenas em três ocasiões, e seu forte início de temporada, que o viu terminar entre os dois primeiros nas sete primeiras corridas consecutivas, impediu que as ameaças de Minì e Aron se concretizassem, dando ao sueco a liderança do início ao final da temporada. Na luta pelo título de novato, Montoya teve a melhor largada, mas uma sequência de oito corridas sem pontos no final o fez cair para terceiro. O número de inscritos nunca caiu abaixo de 35, demonstrando um interesse continuamente alto no campeonato. A introdução de um sistema push-to-pass favoreceu a competitividade, embora ainda um pouco prejudicada pelo pesado chassi Tatuus.

## Classificação do campeonato
Sistema de pontos
Pontos foram concedidos aos 10 primeiros classificados.
| Posição | 1º | 2º | 3º | 4º | 5º | 6º | 7º | 8º | 9º | 10º |
| Pontos  | 25 | 18 | 15 | 12 | 10 | 8  | 6  | 4  | 2  | 1   |

### Campeonato de pilotos
| Pos.                                       | Piloto              | MNZ | MNZ | IMO | IMO | MCO | MCO | LEC | LEC | ZAN | ZAN | HUN | HUN | SPA | SPA | RBR | RBR | CAT | CAT | MUG | MUG | Pts. |
| Pos.                                       | Piloto              | R1  | R2  | R1  | R2  | R1  | R2  | R1  | R2  | R1  | R2  | R1  | R2  | R1  | R2  | R1  | R2  | R1  | R2  | R1  | R2  | Pts. |
| ------------------------------------------ | ------------------- | --- | --- | --- | --- | --- | --- | --- | --- | --- | --- | --- | --- | --- | --- | --- | --- | --- | --- | --- | --- | ---- |
| 1                                          | Dino Beganovic      | 1   | 2   | 1   | 2   | 2   | 1   | 2   | 2   | 4   | 3   | 7   | 16  | 1   | 3   | 4   | 2   | 11  | 10  | 4   | 3   | 300  |
| 2                                          | Gabriele Minì       | 15  | 3   | 28  | 1   | 4   | 3   | 5   | 1   | 3   | 2   | 2   | 2   | DSQ | 6   | 7   | 4   | 5   | 7   | Ret | 1   | 242  |
| 3                                          | Paul Aron           | 27  | 1   | 3   | 6   | 25  | DNQ | 1   | 4   | 1   | 1   | 6   | 7   | 4   | 4   | Ret | 16  | 1   | 4   | 1   | 11  | 238  |
| 4                                          | Hadrien David       | 4   | 7   | 10  | 4   | 1   | 2   | 6   | 5   | 12  | 7   | 8   | 1   | 18  | 2   | 13  | 1   | 2   | 2   | 8   | 4   | 222  |
| 5                                          | Kas Haverkort       | 5   | 4   | 5   | DSQ | 3   | 4   | 9   | 3   | 2   | 15  | 1   | 12  | 7   | 12  | 1   | 14  | 4   | 5   | 6   | 9   | 184  |
| 6                                          | Gabriel Bortoleto   | 6   | 9   | 7   | 3   | 6   | 5   | 4   | 6   | Ret | 8   | 9   | 3   | 14  | 1   | 15  | 5   | 7   | 1   | Ret | 2   | 174  |
| 7                                          | Michael Belov       | 2   | 5   | 15  | 5   | 5   | 6   | 3   | 7   | 7   | 6   |     |     |     |     |     |     |     |     |     |     | 91   |
| 8                                          | Leonardo Fornaroli  | 10  | 15  | 8   | 8   | 9   | 12  | 20  | 24  | 8   | 5   | 4   | 5   | 6   | 8   | 19  | 10  | 9   | 8   | 5   | 8   | 83   |
| 9                                          | Joshua Dufek        | 18  | 13  | 12  | 10  | DNQ | 22  | Ret | 26  | 23  | 10  | 5   | 6   | 10  | 21  | 2   | 3   | 8   | Ret | 3   | 7   | 79   |
| 10                                         | Mari Boya           | 7   | 6   | 2   | 21  | 7   | 7   | 7   | 8   | 5   | 12  | 12  | 14  | 13  | 10  | 10  | Ret | 25  | 29  | 17  | 12  | 67   |
| 11                                         | Eduardo Barrichello | 26  | 20  | 19  | 17  | 11  | 13  | 21  | 16  | 18  | 32  | Ret | 18  | 3   | 5   | 5   | 8   | 6   | 12  | 23  | 23  | 51   |
| 12                                         | Lorenzo Fluxá       | 3   | 23  | 11  | 11  | DNQ | 18  | 8   | 9   | 15  | 14  | 14  | 13  | 5   | Ret | 9   | Ret | 16  | 9   | 13  | 5   | 49   |
| 13                                         | Sebastián Montoya   | 8   | 8   | 4   | Ret | 17  | 14  | 11  | 12  | 6   | 4   | 16  | 8   | 16  | 13  | 32  | 17  | 13  | 15  | 12  | 20  | 44   |
| 14                                         | Joshua Dürksen      | 19  | 14  | 6   | 12  | 12  | 10  | 13  | 13  | Ret | 18  | 15  | Ret | 21  | 14  | 6   | 6   | 10  | 6   | 9   | 13  | 40   |
| 15                                         | Tim Tramnitz        | 11  | 12  | 9   | 7   | 16  | Ret | 10  | 11  | Ret | Ret | Ret | 4   | 8   | 7   | 33† | 9   | 22  | 13  | 11  | 14  | 35   |
| 16                                         | Sami Meguetounif    | 9   | 11  | Ret | DNS | 15  | 11  | 15  | 20  | 13  | 16  | 17  | Ret | 2   | 11  | 11  | 15  | 20  | 21  | 16  | 28  | 21   |
| 17                                         | Victor Bernier      | 14  | 17  | NC  | 32† | DNQ | 17  | 23  | Ret | 9   | 13  | 18  | Ret | 15  | 17  | 26  | 13  | Ret | Ret | 2   | 15  | 20   |
| 18                                         | Roman Bilinski      | 13  | 18  | 14  | 14  | 18  | Ret | 16  | 10  | 11  | 11  | 3   | Ret | 11  | 19  | 17  | Ret | 21  | 14  | 21  | 25  | 16   |
| 19                                         | Dilano van 't Hoff  | Ret | 19  | 21  | 18  | DNQ | 20  |     |     | WD  | WD  |     |     | 27  | 24  | 20  | Ret | 3   | Ret | 20  | 10  | 16   |
| 20                                         | Owen Tangavelou     | 22  | 26  | 31† | 16  | DNQ | 19  | 14  | Ret | 17  | 19  | 19  | 9   | 9   | 9   | 14  | 11  | 17  | Ret | DNS | 6   | 15   |
| 21                                         | Laurens van Hoepen  | Ret | Ret | 20  | 13  | 8   | 8   | 18  | 14  | 19  | 21  | 11  | 15  | 20  | 15  | 8   | Ret | 18  | 19  | 10  | 17  | 15   |
| 22                                         | Macéo Capietto      | 12  | 10  | 13  | 9   | 13  | Ret | 26  | Ret | 16  | 9   | 26  | 10  | 19  | 16  | 16  | 28  | 23  | 20  | 7   | 18  | 12   |
| 23                                         | Noel León           | 21  | 25  | 22  | 15  | 10  | 9   | 17  | 21  | 24  | 17  | 13  | 17  | 22  | Ret | 12  | 12  | 12  | 17  | 24  | 27  | 3    |
| 24                                         | Esteban Masson      | 17  | 22  | 23  | 20  | 14  | 15  | 32  | Ret | 14  | Ret | 10  | 11  | 17  | 22  | 22  | Ret | 19  | 16  | 19  | 22  | 1    |
| 25                                         | Pietro Delli Guanti | Ret | 24  | 16  | Ret | 19  | 16  | 12  | 15  | 10  | Ret | 21  | 29† | 25  | 18  |     |     |     |     |     |     | 1    |
| 26                                         | Francesco Braschi   | 29  | 30  | 27  | 24  | 24  | DNQ | 24  | 18  | 26  | 23  | 23  | 23  | 23  | 23  | 18  | 27  | 26  | 11  | Ret | Ret | 1    |
| 27                                         | Santiago Ramos      | 25  | Ret | 32  | 19  | 23  | DNQ | 22  | 17  | 22  | 22  | 20  | 27  | 12  | Ret | 24  | 22  | 33† | 26  | 18  | 19  | 0    |
| 28                                         | Levente Révész      | 23  | 27  | 17  | 22  | 22  | DNQ | 25  | Ret | 21  | 24  | 22  | 19  | 28  | 20  | 21  | 18  | 14  | 30  | 25  | Ret | 0    |
| 29                                         | Nicolás Baptiste    | 16  | 29  | Ret | 26  | DNQ | 25  | 33  | 29  | 27  | 26  | 30  | 28  | 30  | 27  | 25  | 21  | 31  | 22  | 15  | 21  | 0    |
| 30                                         | Keith Donegan       | 31† | 16  | 25  | 25  | 20  | DNQ | 27  | 19  | Ret | 29  |     |     |     |     |     |     |     |     |     |     | 0    |
| 31                                         | Axel Gnos           | Ret | WD  | 18  | 29  | DNQ | 24  | 28  | 25  | 25  | 30  | 29  | 22  | WD  | WD  |     |     | 29  | 28  | 26  | 32  | 0    |
| 32                                         | Matías Zagazeta     | 20  | 28  | 26  | 28  | DNQ | 21  | 19  | 23  | 20  | 20  | 25  | 21  | 24  | 25  | 31  | 26  | 24  | 18  | 30  | 29  | 0    |
| 33                                         | Pietro Armanni      | 32† | Ret | 30  | 27  | 21  | DNQ | 31  | 22  | 28  | 31  | 24  | 25  | 31  | Ret | 30  | 19  | 32† | 23  | 28  | 24  | 0    |
| 34                                         | Andrea Rosso        |     |     |     |     |     |     |     |     |     |     | 27  | 20  |     |     |     |     |     |     |     |     | 0    |
| 35                                         | Piotr Wiśnicki      | 24  | 21  |     |     | DNQ | 23  | 30  | 28  | 29  | 25  | 28  | 24  | 29  | Ret | 28  | 23  | 28  | 25  | 27  | Ret | 0    |
| 36                                         | Patrik Pasma        |     |     | 24  | 23  |     |     |     |     |     |     |     |     |     |     |     |     |     |     |     |     | 0    |
| 37                                         | Nicola Marinangeli  |     |     |     |     |     |     |     |     |     |     |     |     | Ret | 26  | 23  | 25  | 30  | 27  | 29  | 31  | 0    |
| 38                                         | Hamda Al Qubaisi    | 30  | Ret | Ret | 31  | 27  | DNQ | 29  | 27  | 30  | 27  | 31  | 26  | 26  | Ret | 29  | 24  |     |     |     |     | 0    |
| 39                                         | Léna Bühler         | Ret | Ret | WD  | WD  | 26  | DNQ |     |     |     |     |     |     |     |     |     |     |     |     |     |     | 0    |
| 40                                         | Cenyu Han           | 28  | 31  | 29  | 30  | 28  | DNQ | Ret | 30  | 31  | 28  |     |     |     |     |     |     |     |     |     |     | 0    |
| Pilotos convidados inelegíveis para pontos |                     |     |     |     |     |     |     |     |     |     |     |     |     |     |     |     |     |     |     |     |     |      |
| —                                          | Pierre-Louis Chovet |     |     |     |     |     |     |     |     |     |     |     |     |     |     | 3   | 7   | 15  | 3   | 14  | 16  | –    |
| —                                          | Gillian Henrion     |     |     |     |     |     |     |     |     |     |     |     |     |     |     | Ret | 20  |     |     |     |     | –    |
| —                                          | William Alatalo     |     |     |     |     |     |     |     |     |     |     |     |     |     |     |     |     |     |     | 22  | 26  | –    |
| —                                          | Sebastian Øgaard    |     |     |     |     |     |     |     |     |     |     |     |     |     |     | 27  | 29  | 27  | 24  | 31† | 30  | –    |
| —                                          | Amna Al Qubaisi     |     |     |     |     |     |     |     |     |     |     |     |     |     |     |     |     | Ret | 31  | Ret | Ret | –    |
| —                                          | Tereza Bábíčková    |     |     |     |     |     |     |     |     |     |     |     |     |     |     | Ret | WD  |     |     |     |     | –    |
| Pos.                                       | Piloto              | R1  | R2  | R1  | R2  | R1  | R2  | R1  | R2  | R1  | R2  | R1  | R2  | R1  | R2  | R1  | R2  | R1  | R2  | R1  | R2  | Pts. |
| Pos.                                       | Piloto              | MNZ | MNZ | IMO | IMO | MCO | MCO | LEC | LEC | ZAN | ZAN | HUN | HUN | SPA | SPA | RBR | RBR | CAT | CAT | MUG | MUG | Pts. |

| Cor      | Resultado                      |
| -------- | ------------------------------ |
| Ouro     | Vencedor                       |
| Prata    | 2º lugar                       |
| Bronze   | 3º lugar                       |
| Verde    | Terminou, nos pontos           |
| Azul     | Terminou, sem pontos           |
| Azul     | Terminou, sem classificar (NC) |
| Púrpura  | Retirou-se (Ret)               |
| Vermelho | Não qualificado (NQ)           |
| Vermelho | Não pré-qualificado (NPQ)      |
| Preto    | Desqualificado (DSQ)           |
| Branco   | Não largou (NL)                |
| Branco   | Desistência (WD)               |
| Branco   | Corrida cancelada (C)          |
| Sem cor  | Não participou (NP)            |
| Sem cor  | Excluído (EX)                  |

| Estreante |

### Campeonato de Construtores
Caso as equipes inscrevessem mais de dois carros, apenas os dois com melhor classificação eram elegíveis para pontuar no campeonato de construtores.
| Pos. | Equipe                | MNZ | MNZ | IMO | IMO | MCO | MCO | LEC | LEC | ZAN | ZAN | HUN | HUN | SPA | SPA | RBR | RBR | CAT | CAT | MUG | MUG | Pts. |
| Pos. | Equipe                | R1  | R2  | R1  | R2  | R1  | R2  | R1  | R2  | R1  | R2  | R1  | R2  | R1  | R2  | R1  | R2  | R1  | R2  | R1  | R2  | Pts. |
| ---- | --------------------- | --- | --- | --- | --- | --- | --- | --- | --- | --- | --- | --- | --- | --- | --- | --- | --- | --- | --- | --- | --- | ---- |
| 1    | Prema Racing          | 1   | 1   | 1   | 2   | 2   | 1   | 1   | 3   | 1   | 1   | 6   | 7   | 1   | 3   | 4   | 2   | 1   | 4   | 1   | 3   | 531  |
| 1    | Prema Racing          | 8   | 2   | 3   | 6   | 17  | 14  | 2   | 11  | 4   | 3   | 7   | 8   | 4   | 4   | 29  | 16  | 11  | 10  | 4   | 11  | 531  |
| 2    | R-ace GP              | 3   | 7   | 7   | 3   | 1   | 2   | 4   | 4   | 12  | 7   | 8   | 1   | 5   | 1   | 9   | 1   | 2   | 1   | 8   | 2   | 421  |
| 2    | R-ace GP              | 4   | 9   | 10  | 4   | 6   | 5   | 6   | 5   | 15  | 8   | 9   | 3   | 15  | 2   | 13  | 5   | 7   | 2   | 13  | 4   | 421  |
| 3    | ART Grand Prix        | 7   | 3   | 2   | 1   | 4   | 3   | 5   | 1   | 3   | 2   | 2   | 2   | 17  | 6   | 7   | 4   | 5   | 7   | 10  | 1   | 315  |
| 3    | ART Grand Prix        | 15  | 6   | 20  | 14  | 7   | 7   | 7   | 7   | 5   | 12  | 11  | 14  | 20  | 15  | 8   | Ret | 18  | 16  | 19  | 17  | 315  |
| 4    | Van Amersfoort Racing | 5   | 4   | 5   | 10  | 3   | 4   | 9   | 2   | 2   | 10  | 1   | 6   | 8   | 12  | 1   | 3   | 4   | 5   | 3   | 7   | 266  |
| 4    | Van Amersfoort Racing | 18  | 13  | 12  | 22  | 22  | 22  | 25  | 25  | 21  | 15  | 5   | 12  | 11  | 20  | 2   | 14  | 8   | 30  | 6   | 9   | 266  |
| 5    | Trident               | 10  | 12  | 8   | 7   | 9   | 12  | 10  | 9   | 8   | 5   | 3   | 4   | 7   | 7   | 17  | 9   | 9   | 8   | 5   | 8   | 136  |
| 5    | Trident               | 11  | 15  | 9   | 8   | 16  | Ret | 16  | 10  | 11  | 11  | 4   | 5   | 9   | 8   | 19  | 10  | 21  | 13  | 11  | 14  | 136  |
| 6    | MP Motorsport         | 2   | 5   | 15  | 5   | 5   | 6   | 3   | 6   | 7   | 6   | 17  | 23  | 3   | 10  | 10  | 15  | 3   | 21  | 16  | 10  | 133  |
| 6    | MP Motorsport         | 9   | 11  | 21  | 18  | 15  | 11  | 15  | 19  | 13  | 16  | 23  | Ret | 14  | 11  | 11  | Ret | 20  | 29  | 17  | 12  | 133  |
| 7    | Arden Motorsport      | 19  | 14  | 6   | 12  | 10  | 9   | 13  | 12  | 18  | 17  | 13  | 17  | 4   | 5   | 5   | 6   | 6   | 6   | 9   | 13  | 94   |
| 7    | Arden Motorsport      | 21  | 20  | 19  | 15  | 11  | 10  | 17  | 15  | 24  | 18  | 15  | 18  | 22  | 14  | 6   | 8   | 10  | 12  | 23  | 23  | 94   |
| 8    | FA Racing by MP       | 14  | 17  | 23  | 20  | 14  | 15  | 23  | 28  | 9   | 13  | 10  | 11  | 20  | 17  | 18  | 13  | 26  | 11  | 2   | 15  | 22   |
| 8    | FA Racing by MP       | 16  | 22  | NC  | 26  | DNQ | 17  | 32  | Ret | 14  | 28  | 18  | 28  | 24  | 23  | 25  | 21  | 31  | 22  | 15  | 21  | 22   |
| 9    | RPM                   | 31† | 16  | 16  | 25  | 19  | 16  | 12  | 14  | 10  | 25  | 19  | 9   | 9   | 9   | 3   | 7   | 15  | 3   | 14  | 6   | 16   |
| 9    | RPM                   | Ret | 24  | 25  | Ret | 20  | DNQ | 27  | 18  | Ret | Ret | 21  | 20  | 26  | 18  | 14  | 11  | 17  | Ret | 18  | 16  | 16   |
| 10   | Monolite Racing       | 12  | 10  | 13  | 9   | 13  | Ret | 26  | 21  | 16  | 9   | 24  | 10  | 18  | 16  | 16  | 19  | 23  | 20  | 7   | 18  | 12   |
| 10   | Monolite Racing       | 28  | 31  | 29  | 27  | 21  | DNQ | 31  | 29  | 28  | 30  | 26  | 25  | 32  | 26  | 23  | 25  | 30  | 23  | 28  | 24  | 12   |
| 11   | KIC Motorsport        | 24  | 21  | 24  | 19  | 23  | 23  | 22  | 16  | 22  | 23  | 20  | 24  | 13  | Ret | 24  | 22  | 27  | 24  | 22  | 26  | 0    |
| 11   | KIC Motorsport        | 25  | 30  | 27  | 23  | 24  | DNQ | 24  | 17  | 26  | 24  | 28  | 27  | 30  | Ret | 27  | 23  | 28  | 25  | 27  | 30  | 0    |
| 12   | G4 Racing             | 20  | 26  | 18  | 16  | DNQ | 19  | 14  | 22  | 17  | 19  | 25  | 21  | 25  | 25  | 31  | 20  | 24  | 18  | 26  | 29  | 0    |
| 12   | G4 Racing             | 22  | 28  | 26  | 28  | DNQ | 21  | 19  | 24  | 20  | 21  | 29  | 22  | WD  | WD  | Ret | 26  | 29  | 28  | 30  | 32  | 0    |
| Pos. | Equipe                | R1  | R2  | R1  | R2  | R1  | R2  | R1  | R2  | R1  | R2  | R1  | R2  | R1  | R2  | R1  | R2  | R1  | R2  | R1  | R2  | Pts. |
| Pos. | Equipe                | MNZ | MNZ | IMO | IMO | MCO | MCO | LEC | LEC | ZAN | ZAN | HUN | HUN | SPA | SPA | RBR | RBR | CAT | CAT | MUG | MUG | Pts. |

## Links externos
- Sítio oficial
- ACI Sport page